# Sōgō shōsha
Sōgō shōsha (総合商社?) è un termine per definire le società commerciali tipiche del Giappone che vendono un'ampia varietà di prodotti e di materiali.
Oltre al commercio, agiscono storicamente come banche d'investimento e private equity.
Sōgō shōsha potrebbe essere meglio descritta come filosofia d'affari che come un modello visuale.  
La sette più grandi sōgō shōsha sono: Mitsubishi Corporation, Mitsui & Co., Sumitomo Corporation, Itochu, Marubeni, Toyota Tsusho e Sojitz.
Insieme hanno approssimativamente 1.110 uffici in oltre 200 città nel mondo con oltre 20.000 specialisti.